# Northrop Grumman X-47 Pegasus

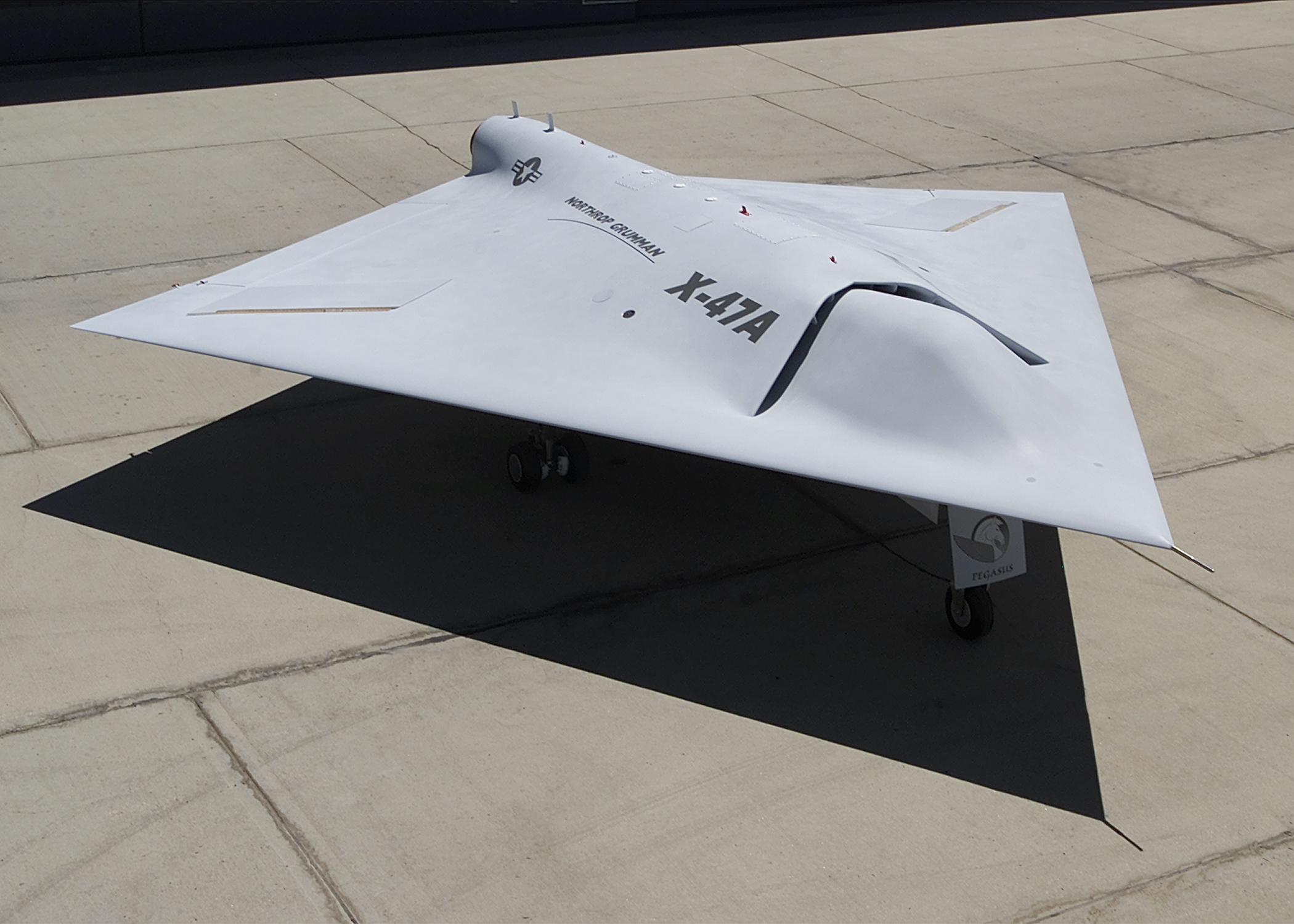
X-47A

Northrop Grumman X-47 Pegasus – bojowy, bezzałogowy aparat latający (UCAV – Unmanned Combat Aerial Vehicle) opracowany  przez amerykańską firmę Northrop Grumman przeznaczony do operowania z lotniskowców.

## Historia
W drugiej połowie lat 90. XX wieku US Air Force oraz US Navy rozpoczęły program budowy bezpilotowych, bojowych aparatów latających. W przypadku sił powietrznych program otrzymał nazwę UCAV (Unmanned Combat Aerial Vehicle), a marynarki UCAV-N (Naval). Do projektu zgłosiły się dwie firmy: Boeing do UCAV ze swoim X-45 oraz Northrop Grumman do UCAV-N z X-47. Obie firmy były wspomagane przez DARPA (Defense Advanced Research Projects Agency – Agencja Zaawansowanych Projektów Badawczych Obrony). Z racji podobieństw pomiędzy obydwoma projektami, zdecydowano się dokonać scalenia obydwu programów w jeden wspólny dla obydwu rodzajów sił zbrojnych pod nazwą J-UCAS (Joint Unmanned Combat Air System – wspólny bezpilotowy system lotniczy). W ramach tego programu Northrop, przy udziale firmy Scaled Composites Burta Rutana, zbudował X-45A, który został oblatany 23 lutego 2003 roku. Firma Northrop podpisała porozumienie o współpracy z Lockheed Martin w celu budowy powiększonej wersji X-45A, X-45B Pegasus. W międzyczasie siły powietrzne straciły zainteresowanie bezpilotowym samolotem bojowym, w tej sytuacji marynarka kontynuowała swój projekt oznaczony jako UCAS-D (Unmanned Combat Air System – Demonstration). Oblot prototypu X-47B, planowany wstępnie na trzeci kwartał 2009 roku, został z powodów technicznych przesunięty na 2010 rok, a następnie o kolejny rok, aby ostatecznie 4 lutego 2011 roku aparat wzbił się do swojego dziewiczego lotu. 16 grudnia 2008 roku zaprezentowano pierwszy prototyp Pegasusa oznaczony jako AV-1.

## Konstrukcja
W celu obniżenia skutecznej powierzchni odbicia radiolokacyjnego X-47 został zaprojektowany w układzie latającego skrzydła z ujemnym skosem krawędzi spływu. Wlot powietrza do silnika znajduje się nad krawędzią natarcia płata. Tunel dolotowy do silnika opływa kadłub od góry, zaginając się w celu osłonięcia łopatek pierwszego stopnia sprężarki silnika. Samolot posiada składane końcówki skrzydeł, zmniejszające wielkość aparatu, co jest istotne przy jego bazowaniu na pokładzie lotniskowca. Wewnątrz kadłuba ukryte są komory bombowe. Wersja X-45A napędzana była pojedynczym silnikiem turboodrzutowym Pratt & Whitney Canada JT15D-5C o ciągu 14,2 kN. Docelowy aparat będzie posiadał możliwość tankowania w powietrzu, operowania z pokładu lotniskowców, wykonywania misji zwalczania nieprzyjacielskiej obrony przeciwlotniczej, realizowania misji zwiadowczo-rozpoznawczych, atakowania celów naziemnych, zabudowy radaru z syntetyczną aperturą, instalacji węzłów podkadłubowych w celu przenoszenia dodatkowego uzbrojenia lub zbiorników z paliwem.